# Theologisches Forum Christentum – Islam

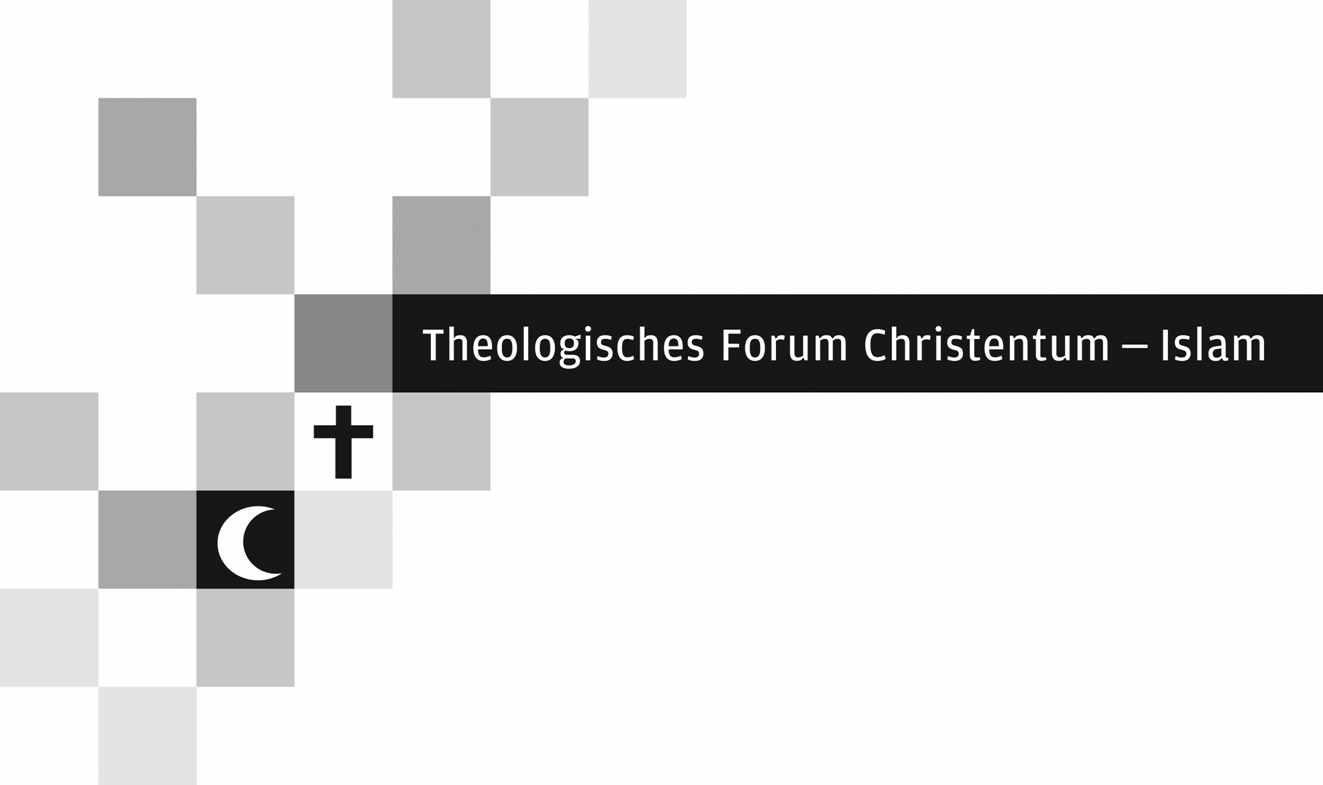
Logo des Theologischen Forums Christentum - Islam

Das Theologische Forum Christentum – Islam ist ein wissenschaftliches Netzwerk und Diskussionsforum im Bereich christlich-islamischer Studien, das an der Katholischen Akademie der Diözese Rottenburg-Stuttgart angesiedelt ist. Zielgruppe des Forums sind Theologen, Sozial- und Kulturwissenschaftler (fortgeschrittene Studierende mit entsprechendem Studienschwerpunkt, Doktoranden, Habilitanden, Professoren), die sich in der Forschung und/oder in praktischen Arbeitsfeldern mit dem Verhältnis von Islam und Christentum befassen.
Laut dem Bundesministerium des Innern handelt es sich um eines „der bedeutendsten Foren des christlich-islamischen Dialogs in Deutschland“.

## Allgemeine Informationen
Jährlich findet an der Akademie der Diözese Rottenburg-Stuttgart im Tagungszentrum Stuttgart-Hohenheim eine Fachtagung von christlichen und muslimischen Wissenschaftlern mit der Absicht statt, den Dialog zwischen christlicher und islamischer Theologie im deutschsprachigen und gesamteuropäischen Kontext zu vertiefen. Ziel des Forums ist, den sachlichen Diskurs und die Vernetzung untereinander zu stärken.
Der Kreis der geladenen Referenten und Teilnehmer setzt sich vorwiegend aus christlichen Theologen der römisch-katholischen, evangelischen, anglikanischen und (griechisch-)orthodoxen Konfession, muslimischen Theologen schiitischer und sunnitischer Prägung, Islamwissenschaftlern, Religionswissenschaftlern, aber auch aus anderen (meist geisteswissenschaftlichen) Fachbereichen zusammen.
Die Hälfte der Referenten und mehr als 40 % der etwa 100 Teilnehmenden sind muslimischen Glaubens. Die Referenten und Teilnehmer kommen in der Regel aus etwa einem Dutzend europäischer Länder.

## Geschichte
Nach einer Phase der Sondierung (mit Tagungen in den Jahren 2003 und 2004 mit der Zielsetzung einer innerchristlichen Positionsbestimmung im Dialog mit dem Islam) begann 2005 die Reihe gemeinsamer Tagungen von Christen und Muslimen. Die seither regelmäßig Anfang März veranstalteten wissenschaftlichen Begegnungsforen werden seit 2003 vom Bundesministerium des Innern finanziell gefördert. 2009 eröffnete der Bundesminister des Innern, Wolfgang Schäuble, das Forum mit einer einführenden Rede zum Dialog zwischen Christen und Muslimen.
Die Vorbereitung und Umsetzung der Veranstaltungen (in einem umfangreichen Diskussionsprozess) obliegt jeweils einem Team christlicher und muslimischer Wissenschaftler.
Seit Sommer 2007 veranstaltet die Akademie der Diözese Rottenburg-Stuttgart – ebenfalls mit Unterstützung des Bundesministeriums des Innern – außerdem jährlich eine christlich-islamische Studienwoche, über die sich Nachwuchswissenschaftler aus christlich-islamischen Forschungsfeldern fortbilden und (über das Forschungskolloquium Christentum Islam) untereinander vernetzen. Aus der kontinuierlichen Zusammenarbeit heraus ergeben sich schließlich auch gemeinsam getragene Forderungen, wie z. B. die Einrichtung von Lehrstühlen für eine Ausbildung von Imamen an staatlichen Universitäten in Deutschland.

## Fachtagungen
- 4. bis 6. März 2005: „Im Namen Gottes …“ Theologie und Praxis des Gebets in Christentum und Islam
- 3. bis 5. März 2006: Identität durch Differenz? Wechselseitige Abgrenzungen in Christentum und Islam
- 2. bis 4. März 2007: Prüfung oder Preis der Freiheit? Leid und Leidbewältigung in Christentum und Islam
- 29. Februar bis 2. März 2008: Verantwortung für das Leben. Ethik in Christentum und Islam
- 6. bis 8. März 2009: „Nahe ist dir das Wort ...“ Schriftauslegung in Christentum und Islam
- 5. bis 7. März 2010: Zeugnis, Einladung, Bekehrung. Mission in Christentum und Islam
- 4. bis 6. März 2011: „Der stets größere Gott“ – Gottesvorstellungen in Christentum und Islam
- 9. bis 11. März 2012: Die Boten Gottes – Prophetie in Christentum und Islam
- 1. bis 3. März 2013: Kirche und Umma. Glaube und Gemeinschaft in Christentum und Islam
- 7. bis 9. März 2014: 10 Jahre Theologisches Forum Christentum - Islam. Zwischen Glaube und Wissenschaft. Theologie in Christentum und Islam
- 6. bis 8. März 2015: Armut und Gerechtigkeit. Christliche und islamische Perspektiven
- 4. bis 6. März 2016: Kritik, Widerspruch, Blasphemie: Anfragen an Christentum und Islam
- 3. bis 5. März 2017: Migration, Flucht, Vertreibung - Orte islamischer und christlicher Theologie
- 9. bis 11. März 2018: Welche Macht hat Religion? Anfragen an Christentum und Islam
- 1. bis 3. März 2019: Säkular und religiös – Herausforderungen für islamische und christliche Theologie
- 6. bis 8. März 2020: Theologie – gendergerecht? Perspektiven für Islam und Christentum
- 4. bis 6. März 2022: Rechtspopulismus und Religion - Herausforderungen für Christentum und Islam
- 17. bis 19. März 2023: Herausforderung Frieden - Anfragen an Christentum und Islam
- 3. bis 5. März 2024: Alles berechnet? Christliche und islamische Theologie angesichts digitaler Transformation

## Personen
Gründer des Forums sind die katholischen Theologen Hansjörg Schmid und Andreas Renz sowie die evangelische Theologin Jutta Sperber. Inzwischen umfasst das Team mehrere Personen, welche die jährlichen Tagungen konzipieren, vorbereiten und durchführen sowie in Form von Publikationen dokumentieren und aufbereiten:
- Christian Ströbele (Akademie der Diözese Rottenburg-Stuttgart)
- Klaus Hock (Universität Rostock)
- Jutta Sperber (Universität Münster)
- Anja Middelbeck-Varwick (Goethe-Universität Frankfurt)
- Muna Tatari (Universität Paderborn)
- Tobias Specker (Hochschule Sankt Georgen)
- Mohammad Gharaibeh (Humboldt-Universität Berlin)
- Amir Dziri (Universität Fribourg)

Zu früheren Mitgliedern des Teams zählen u. a.
- Hansjörg Schmid (vormals Akademie der Diözese Rottenburg-Stuttgart, jetzt Universität Fribourg, Schweiz)
- Andreas Renz (Erzbischöfliches Ordinariat München; LMU München)
- Bülent Ucar (Universität Osnabrück)
- Abdullah Takım (vormals Universität Frankfurt/ Main, jetzt Universität Wien)
- Ayşe Başol (Universität Frankfurt)
- Kays Mutlu (Universität Bochum)

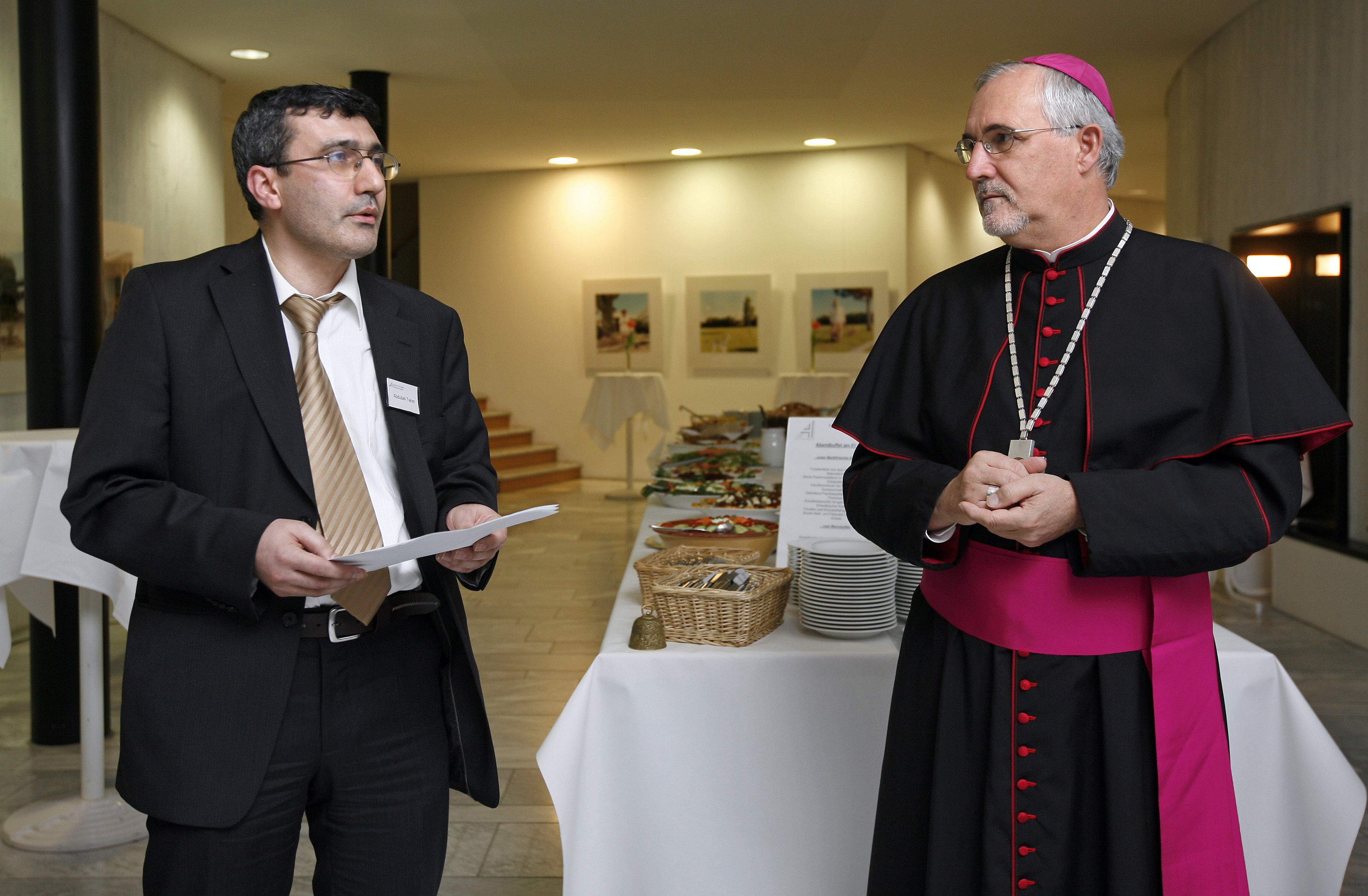
Abdullah Takim und Bischof Gebhard Fürst
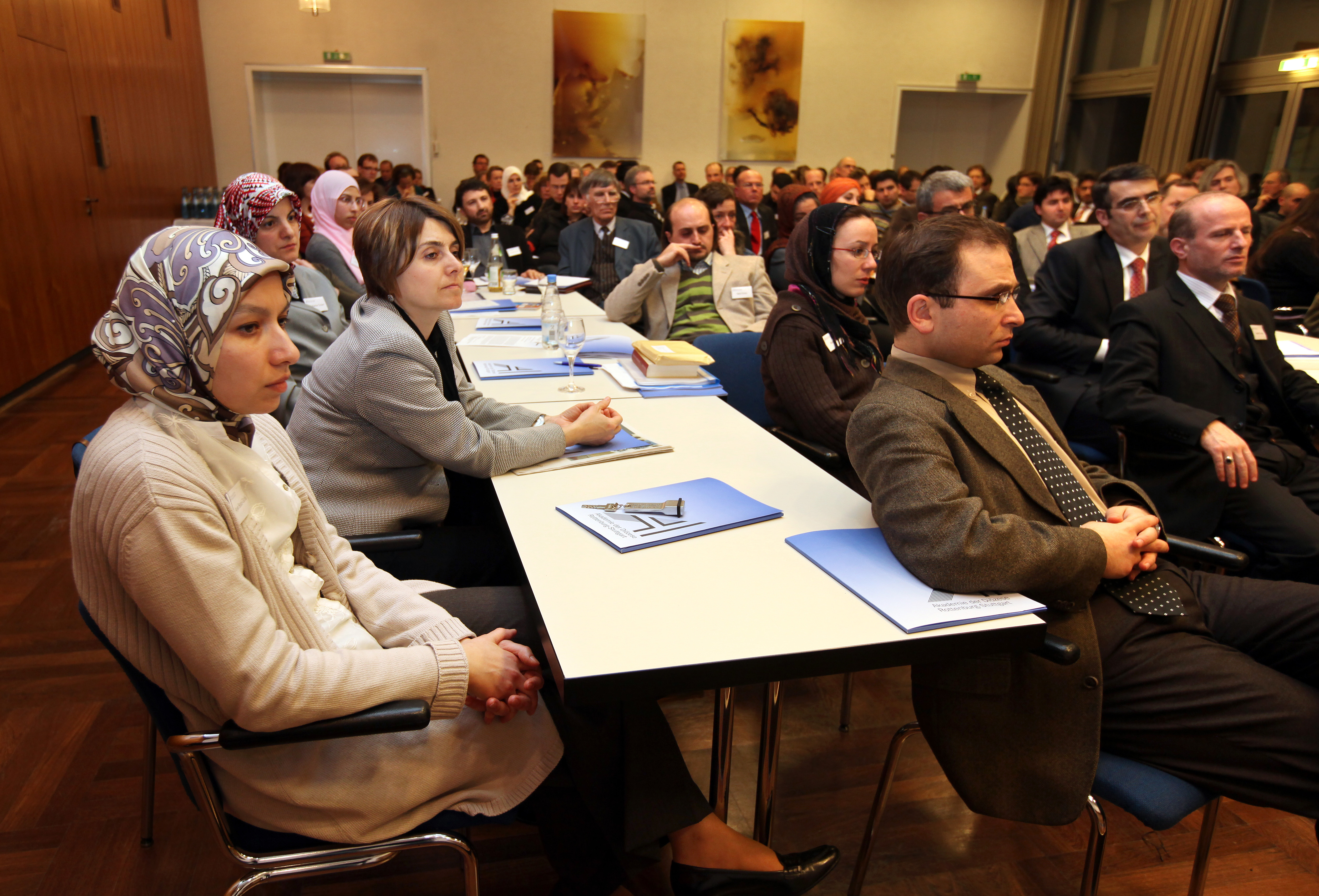
Teilnehmer des Theologischen Forums Christentum - Islam 2009
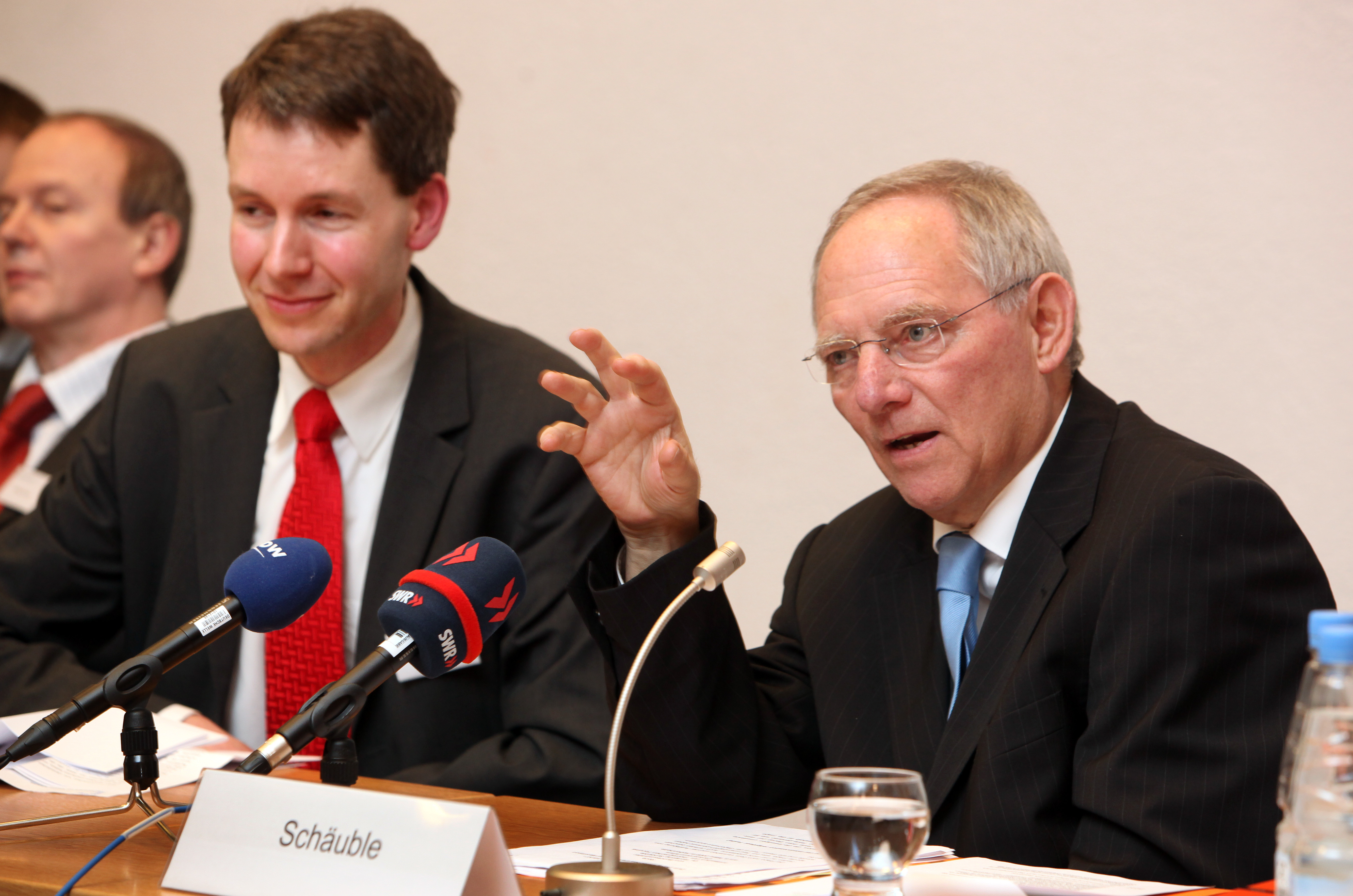
Eröffnungsrede von Wolfgang Schäuble anlässlich des Theologischen Forums Christentum – Islam 2009
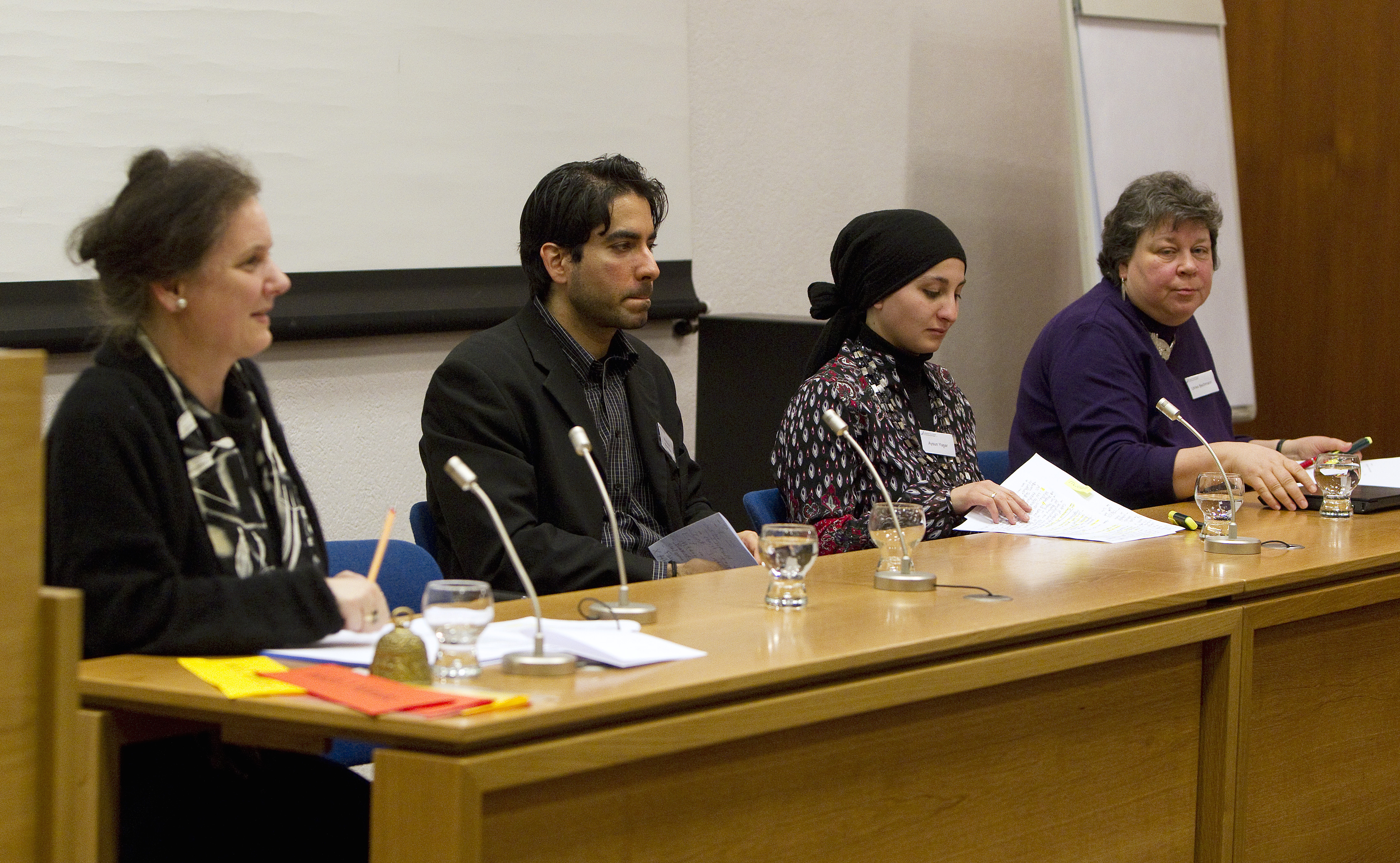
Podium beim Theologischen Forum Christentum - Islam 2010
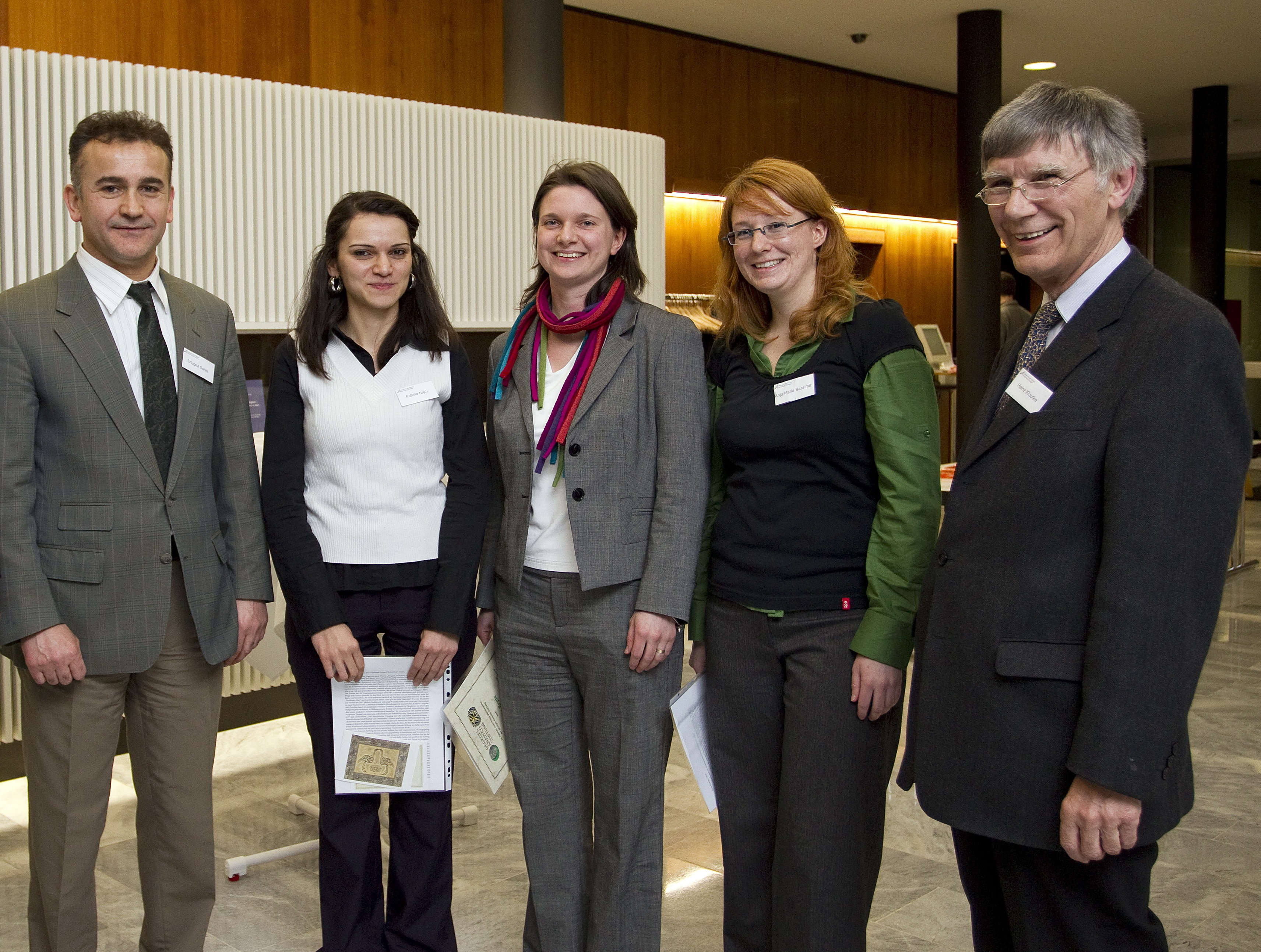
Essay-Preisverleihung (Studienwoche „Christlich-Islamische Beziehungen im europäischen Kontext“)

## Publikationen
Inzwischen liegen mehrere Bände vor, die neben den auf den Tagungen gehaltenen Vorträgen auch die Diskussionsprozesse des Forums dokumentieren.
- Hansjörg Schmid, Andreas Renz, Jutta Sperber (Hrsg.): Herausforderung Islam. Anfragen an das christliche Selbstverständnis (= Hohenheimer Protokolle, Bd. 60). Stuttgart 2003 (Online-Version; PDF; 1,2 MB).
- Hansjörg Schmid, Andreas Renz, Jutta Sperber (Hrsg.): Heil in Christentum und Islam. Erlösung oder Rechtleitung? (= Hohenheimer Protokolle, Bd. 61). Stuttgart 2004 (Online-Version; PDF; 2,9 MB).
- Hansjörg Schmid, Andreas Renz, Jutta Sperber (Hrsg.): „Im Namen Gottes …“ Theologie und Praxis des Gebets im Christentum und Islam. Pustet, Regensburg 2006, ISBN 978-3-7917-1994-8.
- Hansjörg Schmid, Andreas Renz, Jutta Sperber, Duran Terzi (Hrsg.): Identität durch Differenz? Wechselseitige Abgrenzungen in Christentum und Islam. Pustet, Regensburg 2007, ISBN 978-3-7917-2065-4.
- Andreas Renz, Hansjörg Schmid, Jutta Sperber, Abdullah Takım (Hrsg.): Prüfung oder Preis der Freiheit? Leid und Leidbewältigung in Christentum und Islam. Pustet, Regensburg 2008, ISBN 978-3-7917-2113-2.
- Hansjörg Schmid, Andreas Renz, Abdullah Takım, Bülent Ucar (Hrsg.): Verantwortung für das Leben. Ethik in Christentum und Islam. Pustet, Regensburg 2008, ISBN 978-3-7917-2186-6.
- Hansjörg Schmid, Andreas Renz, Bülent Ucar (Hrsg.): „Nahe ist dir das Wort …“ Schriftauslegung in Christentum und Islam. Pustet, Regensburg 2010, ISBN 978-3-7917-2256-6.
- Hansjörg Schmid, Ayşe Başol-Gürdal, Anja Middelbeck-Varwick, Bülent Ucar (Hrsg.): Zeugnis, Einladung, Bekehrung. Mission in Christentum und Islam. Pustet, Regensburg 2011, ISBN 978-3-7917-2322-8.
- Andreas Renz, Mohammad Gharaibeh, Anja Middelbeck-Varwick, Bülent Ucar (Hrsg.): Der stets größere Gott. Gottesvorstellungen in Christentum und Islam. Pustet, Regensburg 2012, ISBN 978-3-7917-2427-0.
- Anja Middelbeck-Varwick, Mohammad Gharaibeh, Hansjörg Schmid, Aysun Yasar (Hrsg.): Die Boten Gottes. Prophetie in Christentum und Islam. Pustet, Regensburg 2013, ISBN 978-3-7917-2484-3.
- Hansjörg Schmid, Amir Dziri, Anja Middelbeck-Varwick, Mohammad Gharaibeh (Hrsg.): Kirche und Umma. Glaubensgemeinschaft in Christentum und Islam. Pustet, Regensburg 2014, ISBN 978-3-7917-2583-3.
- Mohammad Gharaibeh, Esnaf Begic, Hansjörg Schmid, Christian Ströbele (Hrsg.): Zwischen Glaube und Wissenschaft: Theologie in Christentum und Islam. Pustet, Regensburg 2015, ISBN 978-3-7917-2671-7.
- Christian Ströbele, Anja Middelbeck-Varwick, Amir Dziri, Muna Tatari (Hrsg.): Armut und Gerechtigkeit. Christliche und islamische Perspektiven. Pustet, Regensburg 2016, ISBN 978-3-7917-2775-2.
- Christian Ströbele, Mohammad Gharaibeh, Tobias Specker, Muna Tatari (Hrsg.): Kritik, Widerspruch, Blasphemie – Anfragen an Christentum und Islam. Pustet, Regensburg 2017, ISBN 978-3-7917-2887-2.
- Christian Ströbele, Mohammad Gharaibeh, Anja Middelbeck-Varwick, Amir Dziri (Hrsg.): Migration, Flucht, Vertreibung – Orte islamischer und christlicher Theologie. Pustet, Regensburg 2018, ISBN 978-3-7917-2414-0.
- Christian Ströbele, Tobias Specker, Amir Dziri, Muna Tatari (Hrsg.): Welche Macht hat Religion? Anfragen an Christentum und Islam. Pustet,  Regensburg 2019, ISBN 978-3-7917-3059-2.
- Christian Ströbele, Mohammad Gharaibeh, Klaus Hock, Muna Tatari (Hrsg.): Säkular und religiös. Herausforderungen für islamische und christliche Theologie. Pustet, Regensburg 2020, ISBN 978-3-7917-3147-6.
- Christian Ströbele, Amir Dziri, Anja Middelbeck-Varwick, Armina Omerika (Hrsg.): Theologie – gendergerecht? Perspektiven für Islam und Christentum. Pustet, Regensburg 2021, ISBN 978-3-7917-3269-5.